# Henk Letschert
Hendrikus Bernardus Petrus Antonius (Henk) Letschert (Amsterdam, 10 januari 1924 – Tilburg, 19 juni 1996) was een Nederlands politicus.
Henk Letschert is vooral bekend van zijn tijd als lid van de Eerste Kamer der Staten-Generaal. Hij was Eerste Kamerlid voor de KVP, later het CDA, van 1968 tot 1980. Daarvoor had hij nog het ambt van burgemeester in de gemeentes Medemblik en Uithoorn vervuld, respectievelijk van 1956 tot 1965 en van 1965 tot 1975. Naast zijn lidmaatschap van de Eerste Kamer was hij ook lid van de Raad van Europa en de Assemblee van de West-Europese Unie. In 1975 volgde hij Cees Becht op als burgemeester van Tilburg.
Hij heeft enorm bijgedragen aan het stadsvernieuwingsproces in Tilburg, de verbetering van het centrum en de bouw van de wijken De Blaak en Reeshof. Ook het zogenaamde "Tilburgs Model" kwam na een ambtelijke reorganisatie in 1985 onder zijn bewind tot stand. Door een hersenbloeding moest hij zijn functie in april 1988 opgeven.
De Noordwesttangent van de Tilburgse Ring werd naar het vernoemd: de Burgemeester Letschertweg. Zijn zoon Wim Letschert was net als zijn vader burgemeester en wel van Esch en Geertruidenberg.
- Biografisch Portaal: 70192454
- Parlement.com: vg09lldu1wzr